# Abrahám (Galanta)
Abrahám es un municipio del distrito de Galanta en la región de Trnava, Eslovaquia, con una población estimada a final del año 2017 de 1032 habitantes. 
Se encuentra ubicado al sur de la región, en la depresión danubiana y cerca del río Váh (cuenca hidrográfica del Danubio) y de la región de Bratislava.

## Demografía
| Año        | 1994 | 2004    | 2014    | 2024    |
| ---------- | ---- | ------- | ------- | ------- |
| Población  | 1140 | 1079    | 1038    | 1112    |
| Diferencia |      | −5,35 % | −3,79 % | +7,12 % |

| Año        | 2023 | 2024    |
| ---------- | ---- | ------- |
| Población  | 1125 | 1112    |
| Diferencia |      | −1,15 % |